# N895 (België)
De N895 is een gewestweg in de Belgische provincie Luxemburg. Deze weg vormt de verbinding tussen Sainte-Marie en Limes nabij de Franse grens, waar de weg verder loopt als de D110 naar Thonnelle.
De totale lengte van de N895 bedraagt ongeveer 16 kilometer.

## Plaatsen langs de N895
- Sainte-Marie
- Poncelle
- Bellefontaine
- Gérouville
- Limes